# 611
611 (DCXI) var ett normalår som började en fredag i den julianska kalendern.

## Händelser

### Okänt datum
- Cynegil blir kung av Wessex.

## Födda
- Leo II, påve 682–683 (född på Sicilien)
- Eudoxia Epiphania, dotter till den bysantinske kejsaren Herakleios

## Avlidna
- Ceolwulf, kung av Wessex
- Romilda, Friulis regent